# Аліабад (Камаре)
Аліабад (перс. علي اباد) — село в Ірані, у дегестані Хоррам-Дашт, у бахші Камаре, шагрестані Хомейн остану Марказі. За даними перепису 2006 року, його населення становило 234 особи, що проживали у складі 56 сімей.

## Клімат
Середня річна температура становить 11,66 °C, середня максимальна – 30,99 °C, а середня мінімальна – -10,90 °C. Середня річна кількість опадів – 238 мм.
| Клімат поселення                              | Клімат поселення | Клімат поселення | Клімат поселення | Клімат поселення | Клімат поселення | Клімат поселення | Клімат поселення | Клімат поселення | Клімат поселення | Клімат поселення | Клімат поселення | Клімат поселення | Клімат поселення |
| Показник                                      | Січ.             | Лют.             | Бер.             | Квіт.            | Трав.            | Черв.            | Лип.             | Серп.            | Вер.             | Жовт.            | Лист.            | Груд.            |                  |
| Середній максимум, °C                         | 6,62             | 8,27             | 12,49            | 18,85            | 24,28            | 30,05            | 30,99            | 30,72            | 26,14            | 19,58            | 12,59            | 7,34             |                  |
| Середня температура, °C                       | −2,14            | −0,5             | 3,74             | 10,08            | 15,52            | 21,28            | 25,07            | 24,81            | 20,22            | 13,66            | 6,69             | 1,42             |                  |
| Середній мінімум, °C                          | −10,9            | −9,27            | −5,03            | 1,32             | 6,77             | 12,53            | 19,16            | 18,89            | 14,30            | 7,76             | 0,78             | −4,48            |                  |
| Норма опадів, мм                              | 38               | 37               | 44               | 29               | 21               | 3                | 2                | 1                | 0                | 7                | 23               | 33               |                  |
| Середньомісячна швидкість вітру, м/с          | 1.37             | 2.02             | 2.88             | 2.75             | 2.65             | 2.49             | 2.33             | 2.32             | 2.26             | 2.06             | 1.85             | 1.66             |                  |
| Середньомісячна сонячна радіація, кДж/м²·день | 9677             | 12869            | 15404            | 18710            | 22535            | 26726            | 25750            | 24276            | 21494            | 16113            | 11370            | 9262             |                  |
| --------------------------------------------- | ---------------- | ---------------- | ---------------- | ---------------- | ---------------- | ---------------- | ---------------- | ---------------- | ---------------- | ---------------- | ---------------- | ---------------- | ---------------- |
| Джерело:                                      |                  |                  |                  |                  |                  |                  |                  |                  |                  |                  |                  |                  |                  |